# Pseudophorellia setosa
Pseudophorellia setosa är en tvåvingeart som beskrevs av Allen L.Norrbom 2006. Pseudophorellia setosa ingår i släktet Pseudophorellia och familjen borrflugor.
Artens utbredningsområde är Costa Rica. Inga underarter finns listade i Catalogue of Life.